# Gurrelieder (Schönberg)
Gurrelieder er et oratorium for solister, kor og orkester, komponeret af Arnold Schönberg over tekster af J. P. Jacobsen, oversat til tysk af Robert Franz Arnold.
10 år efter han påbegyndte arbejdet, færdiggjorde Schönberg partituret i 1911. Førsteopførelsen fandt sted 23. februar 1913 i Großen Musikvereinssaal i Wien med Tonkünstler-Orchester under ledelse af Franz Schreker.

## Besætning
Som flere andre komponister ved århundredskiftet betjente Schönberg sig i Gurrelieder af omfangsrige klangmidler. Besætningen var da også anselig: En fortæller, fem sangsolister (en sopran (Tove), en mezzosopran eller alt (skovduen), to tenorer (Valdemar og Klaus Nar) og en bas (bonden)), tre firestemmige mandskor, et ottestemmigt blandet kor hvortil kommer et stort orkester med en blæsersektion bestående af otte fløjter, fem oboer, syv klarinetter, tre fagotter, to kontrafagotter, en bastrombone, en kontrabastrombone og en kontrabastuba. Hertil kommer fire harper, en celeste, xylofon, klokkespil, seks pauker, en jernkæde og en strygersektion.

## Diskografi
(udvalgte indspilninger)
- Karita Mattila,Anne-Sofie von Otter, Thomas Moser, Philip Langridge, Thomas Quasthoff; Rundfunkchor Berlin (Simon Halsey), MDR Rundfunkchor, Leipzig (Howard Arman), Ernst Senff Chor Berlin; Berliner Philharmoniker; Simon Rattle (dir.) Indspillet i Philharmonien, Berlin 2001. EMI – 2CDer.
- Manfred Jung, Eva-Maria Bundschuh, Rosemarie Lang, Ulrik Cold, Wolf Appel; Gert Westphal; Rundfunkchor Berlin, Rundfunkchor Leipzig, Prager Männerchor; Dresdner Philharmonie, Rundfunksinfonieorchester Leipzig; Herbert Kegel (Dir.). Berlin Classics (2 CDer)
- Herbert Schachtschneider, Inge Borkh, Hertha Töpper, Kieth Engen, Lorenz Fehenberger; Hans-Herbert Fiedler; Chor des Bayerischen Rundfunks; Symphonieorchester des Bayerischen Rundfunks; Rafael Kubelik (Dir.). DGG 2726046 (2 LPer)
- James McCracken, Jessye Norman, Tatiana Troyanos, David Arnold, Kim Scown; Werner Klemperer; Tanglewood Festival Chorus; Boston Symphony Orchestra; Seji Ozawa (Dir.). Philips 6 769 038 (2 LPer)
- Siegfried Jerusalem, Sharon Sweet, Marjana Lipovšek, Hartmut Welker, Philip Langridge; Barbara Sukowa; Konzertvereinigung Wiener Staatsopernchor, Arnold Schönberg Chor, Slowakischer Philharmonischer Chor Bratislava; Wiener Philharmoniker; Claudio Abbado (Dir.). DGG 439 944-2 (2 CDer)
- Richard Lewis, Ethel Semser, Nell Tangeman, John Riley, Ferry Gruber; Morris Gesell; Chœurs et Orchestre de La Nouvelle Association Symphonique de Paris, René Leibowitz (Dir.). Erato, 2 LPer. Grand Prix de Disque 1954.
- Siukola/Jerusalem, Dunn, Fassbaender, Hiestermann/Haage, Becht, Carmeli/Hotter. Chor der Hedwigs-Kathedrale Berlin, Städtischer Musikverein zu Düsseldorf, Radio-Symphonie-Orchester Berlin, Riccardo Chailly, DECCA 473 728-2 2 CDer © 1985/1990
- Paul Frey, Elizabeth Connell, Jard van Nes, Walton Grönroos, Volker Vogel, Hanz Franzen. Chor des NDR Hamburg, Chor des Bayerischen Rundfunks, Opernchor der Städtischen Bühnen Frankfurt. Radio-Sinfonie-Orchester Frankfurt, Eliahu Inbal (Dir.). Brilliant Classics 5-029365-815628 (2CDer)

| Musik | Spire Denne musikartikel er en spire som bør udbygges. Du er velkommen til at hjælpe Wikipedia ved at udvide den. |